# Bella Davidovitch
Bella (Mikhaylovna) Davidovitch (russe : Бе́лла Миха́йловна Давидо́вич) est une pianiste soviétique puis américaine, née le 16 juillet 1928 à Bakou, en RSS d'Azerbaïdjan (Union soviétique).

## Biographie

### Enfance et famille
Bella Davidovitch est née le 16 juillet 1928 à Bakou (RSS d'Azerbaïdjan, URSS) d’un père chirurgien et d’une mère professeur de chant. Son grand-père maternel était premier violon à l’Opéra de Bakou. Elle a commencé l’étude du piano à l’âge de 6 ans à l’école de musique pour enfants du conservatoire d’Azerbaïdjan (où son professeur était Maria Bykova). Elle a joué en concert le 1er concerto pour piano de Beethoven dès l’âge de 9 ans, avec l’Orchestre philharmonique du conservatoire. À 11 ans, elle se rend à Moscou pour poursuivre ses études de piano, mais sa famille est contrainte de rentrer à Bakou lorsque la Seconde Guerre mondiale éclate.

### Du conservatoire de Moscou au Concours Chopin (1946-1950)
En 1946, diplômée du Conservatoire de Bakou, elle entre au conservatoire de Moscou à l’âge de 18 ans, où elle étudie dans les classes de Constantin Igoumnov puis, après la mort de ce dernier en 1948, dans celle de Yakov Flier. En 1949, elle remporte le premier prix au 4e Concours International Frédéric Chopin à Varsovie (le premier d’après-guerre), ex-æquo avec Halina Czerny-Stefańska.

### Une première partie de carrière limitée à l’Europe de l’Est (1950-1978)
En 1950, Bella Davidovitch se marie avec le violoniste Julian Sitkovetsky (mort d’un cancer en 1958). Quatre ans plus tard naît leur fils Dimitri Sitkovetsky, futur violoniste et chef d’orchestre.
Son premier prix au Concours Chopin marque le début d’une grande carrière, limitée toutefois à l’URSS et à l’Europe de l’Est, pendant presque 30 ans, pour des raisons politiques. Bella Davidovitch s’est produite pendant cette période avec tous les grands orchestres soviétiques, dont l’Orchestre Philharmonique de Léningrad, avec lequel elle joue pendant 28 saisons consécutives. De 1962 à 1978, Bella Davidovitch enseigne le piano au Conservatoire Tchaïkovski de Moscou. On compte parmi ses élèves les plus célèbres les pianistes Alexandre Paley et Svetlana Eganian.

### Une seconde carrière tardive à l’Ouest (1978-)
En 1967, Bella Davidovitch donne son premier concert en Europe occidentale, à Amsterdam aux Pays-Bas. 4 ans plus tard, elle est autorisée à sortir d’URSS pour une tournée en Italie. En 1977, son fils, Dimitri Sitkovetsky, lui-même violoniste et chef d’orchestre, quitte l’URSS pour les États-Unis. Le pouvoir soviétique empêche alors Bella Davidovitch de se produire à l’étranger pendant 1 an et annule ses tournées en Italie et aux Pays-Bas. En 1978, Bella Davidovitch quitte à son tour l’URSS pour les États-Unis ; elle est naturalisée américaine en 1984.
En 1983, elle devient professeur à la Juilliard School of Music de New York. À partir de 1978, elle se produit régulièrement dans de nombreuses salles de concert en Amérique et en Europe (et notamment à Carnegie Hall, où elle obtient un grand succès en 1979). C’est à cette date que sa carrière internationale débute, hors l’Europe de l’Est.
À la faveur de la Perestroïka, elle se produit de nouveau en Russie à partir de 1988 ; elle est à cette occasion, l’une des premières artistes russes à être invitée à se produire dans son pays d’origine. En 1999, elle retourne dans sa ville natale, Bakou, où elle aura l’occasion de donner des Masterclasses à de jeunes musiciens locaux. En août 2003, deux concerts sont donnés au Concertgebouw à Amsterdam pour le 75e anniversaire de Bella Davidovitch, auxquels participent notamment Bella Davidovich elle-même et son fils Dmitri Sitkovetsky.
Bella Davidovitch a été membre du jury de plusieurs concours internationaux de piano, parmi les plus prestigieux, parmi lesquels le Concours Reine Élisabeth de Belgique, le Concours Chopin de Varsovie (1995 et 2010), le Concours Clara Haskil à Vevey (Suisse), le Concours international de musique de Genève (en 2005 et 2008) et le Concours Ferruccio Busoni à Bolzano (Italie).

## Répertoire et collaborations
Bella Davidovitch a beaucoup joué le répertoire romantique, tout particulièrement Chopin qu’elle affectionne et dont ses interprétations sont particulièrement appréciées. Elle a également joué à de nombreuses reprises Haydn, Beethoven, Saint-Saëns ou Grieg.
Bella Davidovitch a participé à des concerts de musique de chambre avec son fils Dmitry Sitkovetsky et le violoncelliste David Geringas. Elle a collaboré avec le Quatuor Borodine.
En 2010, on a pu l’entendre avec son ancien élève Alexandre Paley et l’Orchestre symphonique de Montréal dans le concerto pour deux pianos de Mozart.

## Sélection discographique
- Chopin : Concerto pour piano n° 2 et Rondo à la Krakowiak, avec le London Symphony Orchestra, dirigé par Sir Neville Marriner (Philips, 1979 et 1990)
- Chopin : Concertos pour pianos n° 1 et 2, avec le London Symphony Orchestra, dirigé par Sir Neville Marriner (Philips Classics, collection Eloquence, 1979, 1998 et 2009).
- Chopin : 24 Préludes (Philips, 1979)
- Beethoven : sonates pour piano n° 14 (Clair de Lune) et 18 (Philips, 1979)
- Schumann : Carnaval Op. 9, Humoreske Op. 20 (Philips, 1981)
- Ravel : œuvres pour violon et piano, avec Dmitry Sitkovetsky (Orfeo, 1984 et 1994)
- Grieg : sonates pour violon et piano, avec Dmitry Sitkovetsky (Orfeo, 1984 et 1993)
- Brahms : sonates pour violon et piano, avec Dmitry Sitkovetsky (Novalis, 1987 et 2001)
- Saint-Saëns : Concerto pour piano n° 2 et Rachmaninov : Rhapsodie sur un thème de Paganini, avec l’Orchestre du Concertgebouw d’Amsterdam, dirigé par Neeme Järvi (Philips, 1990)
- Chopin : 24 préludes, Polonaise Op. 40 n° 2, Rondeau Op. 16 et Barcarolle Op. 60 (Philips, 1990)
- Chopin : 4 Ballades, 4 Impromptus (Philips, 1992 puis Newton Classics, 2011)
- Schumann : Concerto pour piano Op. 54, avec l’Orchestre symphonique de Seattle, dirigé par Gerard Schwarz (Delos Records, 1995)
- Haydn : Concerto pour piano Hob. XVIII 11, Concerto pour violon, piano et orchestre à cordes, Hob. XVIII 6, avec Vaclav Hudecek et l’Orchestre Philharmonique de Chambre de Prague, dirigé par Dmitry Sitkovetsky (Supraphon, 1997)
- Grieg : Concerto pour piano Op. 16, avec l’Orchestre symphonique de Seattle, dirigé par Gerard Schwarz (Delos Records, 2000)
- Chopin : Ballades, Impromptus, Préludes (Brilliant Classics, 2007)
- Chopin : Concerto pour piano n° 2, avec l’Orchestre symphonique de Moscou, dirigé par Kirill Kondrachine (Melodiya / Music Online, 2007)
- Mendelssohn : Concerto pour piano Op. 25, avec l’Orchestre de chambre de Moscou, dirigé par Constantine Orbelian, et Ernest Chausson : Concerto pour piano, violon et cordes, op. 21, arr. Dmitri Sitkovetsky, avec l’Orchestre de chambre de Moscou, sous la direction de Dmitri Sitkovetsky – Jubilée – Concert pour le 80e anniversaire de Bella Davidovitch (Delos Records, 2008)
- Prokofiev : Roméo et Juliette, Sonate pour piano n° 3 Op. 28 et Scriabine : Sonate, Valse, 2 Poèmes, 3 Mazurkas (Philips)